# Anonimo Genovese
L'Anonimo Genovese, conosciuto anche come Lucheto o Luchetto (Genova, ante 1283/1284 – post 1311), è stato un poeta italiano della Repubblica di Genova, celebre per essere stato uno dei primi autori liguri del Medioevo.
Per la quantità di materiale rinvenuto e per l'eterogeneità dei temi affrontati, viene comunemente considerato il primo autore della letteratura in lingua ligure (sebbene non manchino testimonianze di essa anche antecedenti).
La produzione dell'Anonimo fu scoperta per la prima volta nel 1821 da Matteo Gaetano Molfino, da cui il nome «Codice Molfino», oggi conservato presso l'Archivio Storico del Comune di Genova.

## Biografia
Della vita dell'autore si conosce molto poco. Ciò che si sa di lui è desumibile da quanto lui stesso ha scritto: nato certamente a Genova prima del 1283-84 (data del componimento più antico), viaggiò entro ed oltre i confini della Liguria, spostandosi almeno fino a Venezia. Morì sicuramente dopo il 1311.
Dell'autore non si conosce nemmeno il nome (da cui l'appellativo di «Anonimo Genovese»); tuttavia, alcune ricostruzioni lascerebbero desumere che un probabile nome dell'autore potrebbe essere stato Lucheto (Luchetto, cioè «piccolo Luca»).

## La lingua
La produzione dell'Anonimo Genovese è di immenso interesse filologico, in quanto parte di essa è scritta in volgare genovese, a fianco di altri componimenti scritti invece in latino.

Le poesie dell'Anonimo Genovese sono alcuni dei più antichi documenti riguardanti il patrimonio linguistico ligure. La lingua utilizzata dall'Anonimo è, a tutti gli effetti, un volgare ligure, in particolare quello utilizzato a Genova sul finire del XIII secolo e da cui la moderna lingua genovese deriva. Inoltre, si deve all'Anonimo la norma grafica utilizzata normalmente - in realtà con lievi modifiche da autore ad autore, e comunque dipendente dall'epoca di scrittura - da tutti gli autori genovesi che seguiranno, dando così alla lingua una solida - seppur suscettibile di modifiche - norma ortografica, perdurata fino ad oggi.

## I temi della poesia
(Tratto dal componimento De condicione civitate Ianuae, loquendo con quedam domino de Brixa, trad. F. Toso)
Vari sono i temi affrontati dal poeta. In primo luogo, spicca l'orgoglio verso la terra natia, ossia la Genova repubblicana (non senza forti critiche di stampo politico-sociale). Inoltre, è presente nell'autore un forte sentimento religioso. Cristiano, pur avendo una visione del mondo in realtà abbastanza manichea (eterna opposizione fra Bene e Male), l'Anonimo nutre una profonda fiducia nella giustizia e nella provvidenza divina.